# Liste der denkmalgeschützten Objekte in Hernstein
Die Liste der denkmalgeschützten Objekte in Hernstein enthält die 8 denkmalgeschützten, unbeweglichen Objekte der Gemeinde Hernstein im niederösterreichischen Bezirk Baden.

## Denkmäler
| Foto |                 | Denkmal                                                                     | Standort                                    | Beschreibung | Metadaten |
| ---- | --------------- | --------------------------------------------------------------------------- | ------------------------------------------- | --- | --- |
| ja   | Datei hochladen | Pfarrhof HERIS-ID: 66613 Objekt-ID: 79518                                   | Kirchenplatz 1 Standort KG: Grillenberg     | Der zweigeschoßige barocke Pfarrhof bildet mit dem Wirtschaftstrakt eine mehrflügelige Gebäudegruppe. Die Wohnhausfassade wurde 1896 fast zur Gänze neobarock überformt. | BDA-Hist.: Q38113862 Status: § 2a Stand der BDA-Liste: 2025-06-30 Name: Pfarrhof GstNr.: 41/1                                                                      |
| ja   | Datei hochladen | Kath. Pfarrkirche hl. Margaretha HERIS-ID: 49782 Objekt-ID: 53910           | Kirchenplatz 1 Standort KG: Grillenberg     | Die Pfarrkirche in Grillenberg ist ein neogotischer, nach Norden orientierter Bau von 1910/1911 mit einem massiven Ostturm. Ursprünglich war eine Erweiterung des gotischen Vorgängerbaus geplant; nach dem Einsturz des alten Turmes erfolgte dann aber ein Neubau. Die Inneneinrichtung (Hochaltar, Seitenaltar und Kanzel) aus dem 17. bis 19. Jahrhundert wurde aus der alten Kirche übertragen. | BDA-Hist.: Q38036048 Status: § 2a Stand der BDA-Liste: 2025-06-30 Name: Kath. Pfarrkirche hl. Margaretha GstNr.: 695 Pfarrkirche Grillenberg                       |
| ja   | Datei hochladen | Bildstock HERIS-ID: 66616 Objekt-ID: 79521 marterl.at: 16680                | Standort KG: Grillenberg                    | Der etwa 3,2 Meter hohe Bildstock zwischen Grillenberg und Neusiedl wird auf das 16. Jahrhundert datiert und als Pestkreuz gedeutet. Ein schlichter Schaft mit rechteckigem Grundriss trägt ein Tabernakel mit steinernem Pyramidendach. Die Nische an der Vorderseite des Tabernakels ist durch ein verglastes Gitter geschützt. An der linken und rechten Seite sind rundbogige Flachnischen zu sehen. In einer älteren Ausgabe der Heimatkundlichen Nachrichten der Bezirkshauptmannschaft Baden wird eine Datumsinschrift vom 18. Juni 1714 erwähnt, die wohl im Zuge von Ausbesserungsarbeiten abgeschlagen wurde und den Schluss zulässt, dass der gotische Bildstock zu dieser Zeit renoviert oder wiedererrichtet wurde.                                   | BDA-Hist.: Q38113881 Status: § 2a Stand der BDA-Liste: 2025-06-30 Name: Bildstock GstNr.: 675                                                                      |
| ja   | Datei hochladen | Pfarrhof HERIS-ID: 34049 Objekt-ID: 31955                                   | Aigner Straße 10 Standort KG: Hernstein     | Der zweigeschoßige Pfarrhof mit einem leicht vortretenden Seitenrisalit links wurde im Jahr 1905 erbaut. | BDA-Hist.: Q37955755 Status: § 2a Stand der BDA-Liste: 2025-06-30 Name: Pfarrhof GstNr.: 1017                                                                      |
| ja   | Datei hochladen | Schloss Hernstein HERIS-ID: 34050 Objekt-ID: 31956                          | Berndorfer Straße 32 Standort KG: Hernstein | Das Schloss Hernstein steht im Norden des Ortes inmitten eines ausgedehnten Parkes mit Ummauerung und künstlich aufgestautem Teich. Ursprünglich aus einem Meierhof hervorgegangen, wurde es in den Jahren 1856–1860 von Theophil Hansen zu einer der bedeutendsten Anlagen des Historismus in Österreich umgestaltet. Die zweigeschoßige Vierflügelanlage weist an den Seitenfronten Türme auf. Im Sinne eines Gesamtkunstwerks wurden auch sämtliche Interieurs und Einrichtungsgegenstände von Theophil Hansen entworfen. Die Gemälde in den Innenräumen stammen unter anderem von Carl Rahl und Christian Griepenkerl. Die Schlosskapelle befindet sich über der westlichen Durchfahrt. 1995 erfolgte der Umbau zu einem Seminarhotel des Hernstein-Instituts. | BDA-Hist.: Q29639830 Status: Bescheid Stand der BDA-Liste: 2025-06-30 Name: Schloss Hernstein GstNr.: 247 Schloss Hernstein                                        |
| ja   | Datei hochladen | Kath. Pfarrkirche hl. Laurenz und Friedhof HERIS-ID: 66604 Objekt-ID: 79508 | Aigner Straße 8, bei Standort KG: Hernstein | Die von Häusern und der ehemaligen Friedhofsmauer umgebene Pfarrkirche steht in der Ortsmitte. Der spätgotische Saalbau umfasst ein schlichtes Langhaus und einen einjochigen Chor. Nach mehrfacher Beschädigung wurde die Kirche im 17. und 18. Jahrhundert verändert. Der Turm wurde 1822 errichtet. | BDA-Hist.: Q38113848 Status: § 2a Stand der BDA-Liste: 2025-06-30 Name: Kath. Pfarrkirche hl. Laurenz und Friedhof GstNr.: 1018, 204/1, 1019 Pfarrkirche Hernstein |
| ja   | Datei hochladen | Ortskapelle HERIS-ID: 66608 Objekt-ID: 79512 marterl.at: 16792              | Standort KG: Hernstein                      | Die Herz-Jesu-Kapelle in Aigen wurde 1904 errichtet. Der gemauerte Kapellenbildstock ist durch ein Satteldach gedeckt und von einem Patriarchenkreuz bekrönt. Die Vorderseite ist durch Lisenen gegliedert und durch eine vergitterte Rundbogenöffnung zugänglich. Im Inneren befindet sich eine Herz-Jesu-Statue, die 1968 von der Pfarrkirche dorthin übertragen wurde. | BDA-Hist.: Q38113854 Status: § 2a Stand der BDA-Liste: 2025-06-30 Name: Ortskapelle GstNr.: 969/2                                                                  |
| ja   | Datei hochladen | Ortskapelle HERIS-ID: 66615 Objekt-ID: 79520                                | Kleinfeld 26 Standort KG: Kleinfeld         | Der schlichte Rechteckbau mit polygonalem Schluss und einem Dachreiter mit Spitzhelm stammt aus der 1. Hälfte des 19. Jahrhunderts. | BDA-Hist.: Q38113871 Status: § 2a Stand der BDA-Liste: 2025-06-30 Name: Ortskapelle GstNr.: 643                                                                    |